# Gut Melb

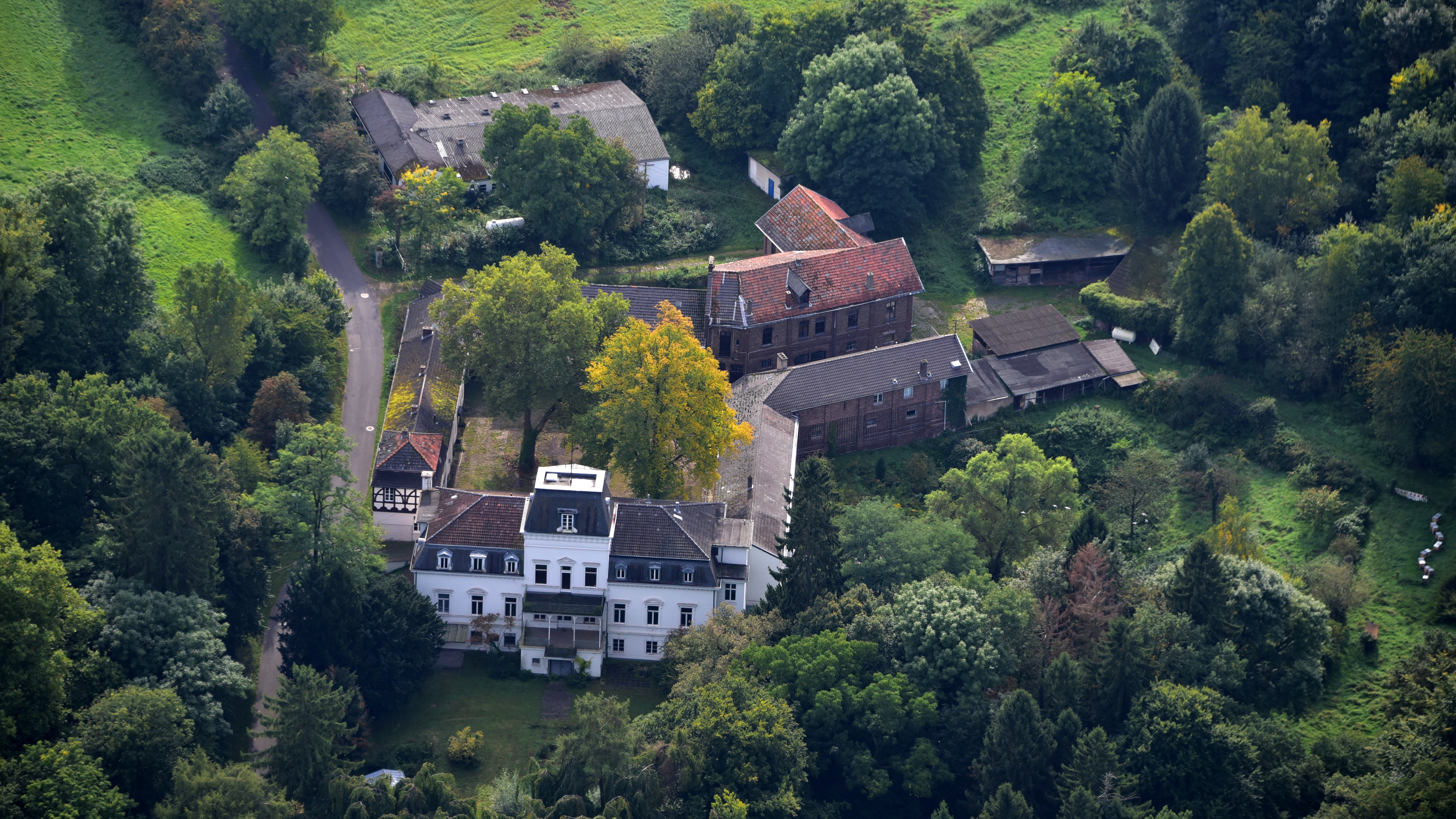
Luftaufnahme von Gut Melb (2017)

Das Gut Melb (auch: Landgut Melb oder Haus Melb) liegt am Melbweg 42 im Bonner Ortsteil Venusberg. Es befindet sich am Rande des naturgeschützten Melbtals und wurde gemeinsam mit der Melbbrücke und dem ehemaligen Verwalterhaus unter Denkmalschutz gestellt.
Heute sind im Herrenhaus des Gutes Teile des Instituts für Nutzpflanzenwissenschaften und Ressourcenschutz der Universität Bonn untergebracht. Umliegende Land- und Forstflächen werden vom Institut zu Forschung und Lehre genutzt.

## Geschichte

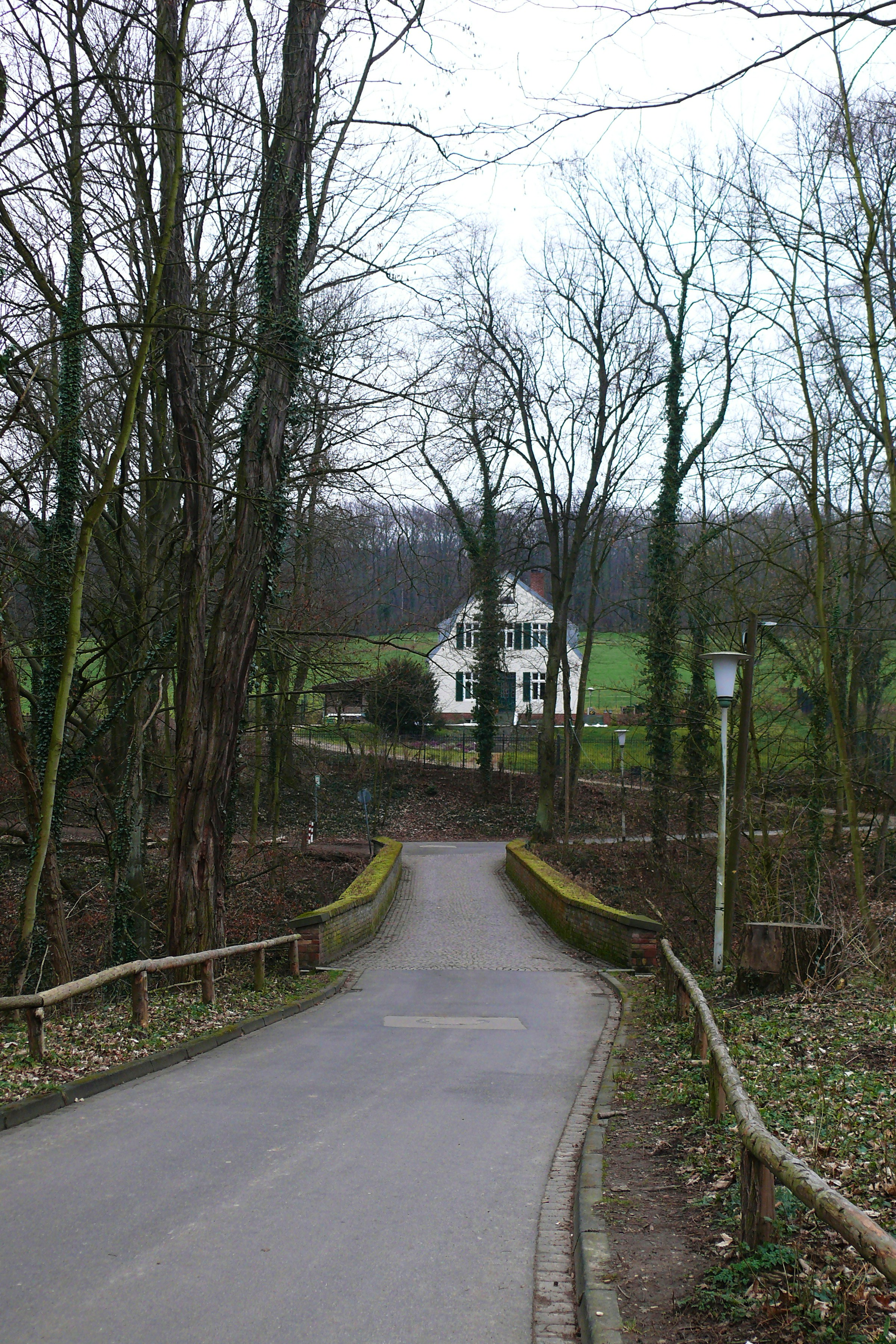
Der Melbweg, der hier über die Melbbrücke führt mit dem dahinterliegenden, denkmalgeschützten „Verwalterhaus“ (Melbweg 9)

Ein Gut bestand im Melbtal seit Mitte des 19. Jahrhunderts. Um 1845 wurde der Hof gebaut. In etwa zur gleichen Zeit wurde eine Backsteinbrücke über das Tal des Melbbaches errichtet. Für das Jahr 1882 wird als Besitzer des Landguts Melb ein Wilhelm Gabriel (1839–1910) genannt. Die Größe des Gutes wird mit 38,44 Hektar angegeben. 1881 wurde ein vorhandenes Gutshaus von Gabriel zum heutigen Herrenhaus umgestaltet. Das am Hang gelegene, nach Nordwesten ausgerichtete, rechteckige Gebäude verfügt über ein Tiefparterre, ein Erdgeschoss sowie ein ausgebautes Walmmansarddach. Zur Parkseite erhebt sich ein ausgeprägter Mittelrisalit mit einem dritten Geschoss auf Höhe des Mansarddaches sowie einem kleinen eigenen Mansarddach, so dass es zu einer Turmanmutung kommt. Das Gebäude ist in neun Fensterachsen gegliedert, von denen drei auf den Risaliten entfallen. Bis heute sind kunstvolle Fliesenarbeiten sowie ein hölzernes Treppenhaus im Inneren erhalten. Das Herrenhaus verfügt über 35 Zimmer. Nach Südosten liegt der Wirtschaftshof.

### Milch- und Fleischproduktion
1899 erwarb Otto Boeddinghaus jun. aus Elberfeld, Sohn des Unternehmers (Wilhelm Boeddinghaus & Co.) Otto Boeddinghaus sen. (1845–1874), den Besitz, der damals ein Gebiet von 285 Morgen (Einheit) umfasste, welche 12 Morgen Wald und 5 Morgen Park beinhalteten. Boeddinghaus bezahlte 350.000.- Mark und investierte weitere 250.000.- Mark in Instandsetzungs- und Erweiterungsarbeiten. Ein sechseckiges Geflügelhaus im chinesischen Stil ist nicht mehr erhalten. Später kaufte Boeddinghaus weitere 30 Morgen für 45.000.- Mark.
Der Versuch von Landwirt Boeddingshaus, im Melbtal eine profitable Milch- und Fleischwirtschaft aufzubauen, scheiterte. Er versuchte in Folge, das Gut an die Stadt Bonn zu verkaufen, die jedoch nicht über ausreichende finanzielle Mittel verfügte. Also verpachtete er sein Gut an die Familie Werhahn.

### Stadt Bonn als Eigentümer
Bereits vor dem Zweiten Weltkrieg begannen Planungen, die Kliniken der Bonner Universität aus der Innenstadt (Gelände der heutigen Beethovenhalle) auf den Venusberg zu verlegen. Die medizinische Fakultät akzeptierte am 1. Februar 1937 als zukünftigen Standort der Kliniken das Melbtal und bat um Erwerb und Bebauung des Gutes. Die Stadt Bonn kaufte am 1. Dezember 1938 von Boeddinghaus 40 Hektar zum Preis von 489.000 Mark als Bauplatz für die neuen Kliniken. Die Angaben zu dem Umfang des erworbenen Geländes sind unterschiedlich, eine andere Quelle verweist auf 180 Morgen. Vor und während des Krieges kam es aber nicht mehr zum Baubeginn, das Gut blieb bis 1944 an Werhahns verpachtet. Im Oktober 1942 wurden dagegen Zeitungen und Dublettenbestände der Speicher- und Mansardenräume der Universitätsbibliothek auf das Gut verbracht. Die Zeitungen wurden hier gestapelt und waren so bis zum Ende des Krieges nicht mehr einsehbar.
Ab 1950 begann die Stadt, die nicht mehr benötigte Flakkaserne auf dem Venusberg als neuen Standort der Kliniken um- und auszubauen. Das Herrenhaus Melb wurde seit dem Kriegsende von der Universität genutzt, 1952 wurde es der Forschung und Lehre zugeteilt, im selben Jahr wurde dort das „Institut für landwirtschaftliche Zoologie und Bienenkunde“ unter dem Hochschullehrer Gottfried Goetze eingerichtet. Zu den Besuchern des Institutes zählte Joseph Beuys. Gut Melb wird heute als Landschaftsgarten geführt.
Seit 2016 steht das Anwesen leer. Aktuelle Pläne seitens der Stadt gibt es derzeit nicht (Stand Mai 2020).

## Bienenforschung
Auf Gut Melb wird eine Lehr- und Versuchsimkerei der Universität betrieben. Am 2. April 1953 wurde sie eingeweiht. Derzeit liegt die Leitung bei Imkermeister Dete Papendieck. In der Imkerei wird zum anerkannten landwirtschaftlichen Beruf Imker/-in (Tierwirt/-in; Bienenhaltung) ausgebildet.
Die etwa 100 Bienenvölker in der Imkerei werden zu Forschungszwecken gehalten. Jährlich werden 50 bis 70 Ableger und Jungvölker angelegt und etwa 150 Königinnen aufgezogen.